# Toporów (województwo mazowieckie)
Toporów – wieś sołecka w Polsce położona w województwie mazowieckim, w powiecie łosickim, w gminie Łosice.
W latach 1975–1998 miejscowość położona była w województwie bialskopodlaskim.
Mieszkańcy wsi należą do rzymskokatolickiej parafii św. Zygmunta w Łosicach lub Macierzyństwa NMP w Łuzkach.

## Historia
W XVI w. właścicielem tej miejscowości był Jan Zabrzeziński: marszałek dworu i starosta połocki, wojewoda trocki i marszałek wielki litewski; jego majątek obejmował m.in. Międzyrzec i Białą Podlaską; Potem należał do Iliniczów, i rodu Kiszków:
Około 1750 r., Józef Ossoliński zburzył stary, fundowany przez Kiszków dwór i wybudował w tym miejscu nowy. Od swojego herbu "Topór" nazwał swoją siedzibę Toporowem i tak też nazwał wioskę powstałą przy dworze (pierwotnie nosząca nazwę Nowa wieś). Toporów od tego momentu stał się główną siedzibą tej linii rodu Ossolińskich. Józef Ossoliński rezydował również w należących do niego Pobikrach. Po śmierci Józefa Ossolińskiego w 1756 r. majątek w spadku przeszedł na Kazimierza Ossolińskiego (1738–1794).
W Toporowie urodziła się 29 sierpnia 1731 r. Rozalia Marianna Ossolińska z Balic h. Topór (zm. około 1795 r.). W 1816 w Toporowie urodził się pisarz i podróżnik Władysław Wężyk.
W latach 1944–1945 w piwnicach dworu żołnierze z 64 Zbiorczej Dywizji Wojsk Wewnętrznych NKWD mordowali członków AK, NSZ oraz inne osoby, które nie zgadzały się na wprowadzanie "na bagnetach" komunizmu w Polsce.